# 百軒店

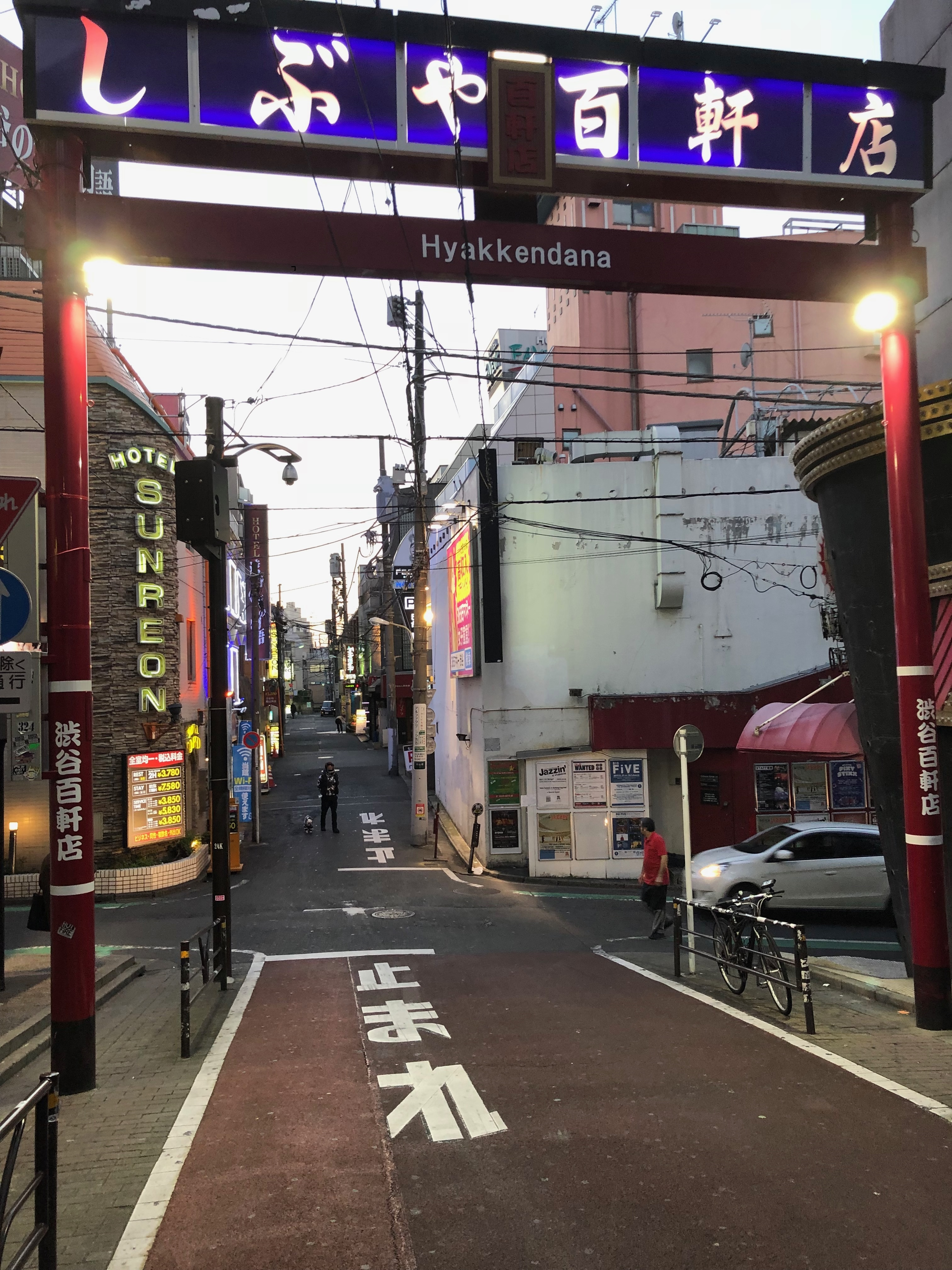
しぶや百軒店。通りの向こうは円山町。2017年12月。

百軒店（ひゃっけんだな）はしぶや百軒店ともいわれ、かつては渋谷の中心街だった地域。現在の東京都渋谷区道玄坂2丁目辺りである。

## 概要・歴史
1924年（大正13年）に東京府豊多摩郡渋谷円山町の「円山三業地」に隣接する形で開発された商店街である。
西武の前身である箱根土地の堤康次郎が旧中川伯爵邸を入手し、1924年（大正13年）4月1日より全国物産共進会を開催。これを契機に白ペンキ塗り洋風2階建ての百貨店を開店するとともに、前年の関東大震災で被災した下町の名店を誘致（この商法は後に五島慶太が渋谷東急文化会館開業において東急沿線在住の客が銀座・浅草まで出掛けずとも済むよう名店を誘致したことへと繋がってゆく）、まだ郊外の田舎町に過ぎなかった渋谷町は被害が微少だった事もあり、聚楽座(劇場）、キネマ座（洋画封切館）、上野精養軒、資生堂、山野楽器、天賞堂など117店が集まった。
既存の日本鉄道（現 山手線）、玉川電気鉄道（現 東急田園都市線）、東京市電に加え、1938年までに東京横浜電鉄（現 東急東横線）、帝都電鉄渋谷線（現 京王井の頭線）、東京高速鉄道（現 東京メトロ）銀座線の渋谷駅が開設されターミナル駅となった事に伴う集客効果もあり浅草六区を凌ぎ東京一と評されるまでとなる。しかし震災の傷も癒え浅草・銀座がめざましく復興するとともに多くの店が去り、替わってカフェーやバーなどの飲食街として息を吹き返すも1945年の東京大空襲によって全焼する。
戦後は「名曲喫茶ライオン」（1926年開業）も甦り、喫茶店、バー、飲み屋、大衆食堂、洋食店そしてテアトル渋谷、テアトルSS、テアトルハイツとテアトル興業系の映画館が建ち並び大人が集う繁華街として再びかつての盛況を取り戻していった。この頃は他の盛り場同様に百軒店にも流しの歌手が渡り歩いていたがそれらの連中には北島三郎もいた。
1964年東京オリンピック開催前後はなんといっても渋谷=道玄坂=百軒店という構図だった。現在では賑わっている渋谷の各地域は人気（ひとけ）のない寂々とした様相を呈していた。そんな百軒店にも転機が訪れる、1967年に東急の二代目五島昇が渋谷区立大向小学校跡地で東急百貨店本店を開業させ、谷底にある駅から谷の上まで人が流れる渋谷の新たなる街としての表情を意図した事業であった、遅れを取るまいと翌1968年には百軒店を開発した西武が宇田川町の殺伐とした映画館跡地に西武百貨店渋谷店を開業、これによって開発が遅れていた宇田川町は西武のみならず東急をも巻き込んでしのぎを削る開発が成されてゆく事となる。
百軒店は1970年代に入ると「スイング」「音楽館」「ブレイキー」「DIG」といった通好みのジャズ喫茶がオープンしジャズファンの気を引くも1973年には渋谷パルコがオープン、1975年には西武のイメージ戦略で井の頭通りからパルコへのアプローチとなる小道がスペイン坂と称され、西武百貨店からセンター街への回遊性が確立する。こうして街の中心は完全に百軒店を離れ公園通りなどへと移り変わっていった。その後の百軒店はマンション、風俗店が混在するようになり、東京テアトル系の映画館跡地を含めかつては料亭が軒を連ね花街として華やかさを漂わせていた円山町そのものがラブホテル街へと変貌を遂げ現在に至っている。
時は流れ、日本中がバブル景気に浮かれていた1989年、かつての百軒店のような大人の文化を回帰させる為に東急はコンサートホール、映画館、美術館を備えた「Bunkamura」をオープンした。

## 百軒店が舞台となっている作品
- 女の座 - 1962年 東宝
- 怪奇大作戦（TBS/円谷プロダクション）第24話「狂鬼人間」 - 1969年2月23日放送
  - 脳波変調機によって狂人と化した牧（岸田森）が父の形見の軍用拳銃で野村（松山省二）に襲いかかる前後のシーン。
- ありんこアフター・ダーク - 1984年 河出書房
  - 主人公たちが常連となっているモダン・ジャズ喫茶「ありんこ」は、1960年代に百軒店に実在した店である[2]。
- YOUは何しに日本へ?（テレ東/テレビ東京制作） - 2019年6月17日放送
  - 浜崎あゆみ命歴20年。

## ゆかりのある人物
- 細木之伴（政治運動家、民政党院外団の壮士） - 大東亜戦争が始まる頃、政治活動から身を引き、百軒店で「ロマンスクラブ」という名前のカフェを始めた[3]。
- 細木数子（占術家、六星占術の創始者、細木之伴の娘） - 細木数子の姉の弘恵は百軒店のバー「千代」の経営者だった[3]。